# Estação IPO
A Estação IPO é parte do Metro do Porto. Penúltima da Linha D na parte Norte, ela serve o Instituto Português de Oncologia bem como a parte lateral do Hospital de São João (Consultas Externas), Escola Superior de Enfermagem, ISEP, FADEUP, FEUP, Centro Comercial Campus São João e Universidade Portucalense.

Serviu como estação terminal da Linha Amarela (D), por conta de obras de remodelação do pólo intermodal da Estação Hospital São João, que decorreram de 29 de agosto de 2021 a 28 de janeiro de 2022.